# Beto Bittencourt
Humberto Henrique Bittencourt (Pinheiro, 5 de setembro de 1962 – São Luís, 15 de agosto de 1999), mais conhecido por seu nome artístico Beto Bittencourt, foi um ator, artista circense e bonequeiro maranhense, considerado uma das principais referências no teatro de animação e cultura popular do Maranhão. Também conhecido como Beto Bonequeiro, dedicou sua vida à criação de bonecos e à difusão do teatro de bonecos como forma de expressão lúdica e educativa.

## Biografia
Beto Bittencourt nasceu em Pinheiro, no interior do Maranhão, e mudou-se ainda jovem para São Luís, onde passou a maior parte de sua vida e construiu sua carreira artística. Desde criança, se envolveu com bonecos. Antes mesmo de mudar-se para a capital maranhense, Beto reunia as crianças, pintava-as com carvão e apresentavam peças de comédia. Também tinha apreço por agulhas e linhas, e fabricava bonecos.
| “                                 | Ele já nasceu com um Dom, não tinha outro jeito. | ” |
| — Joana Bittencourt, irmã de Beto |                                                  |   |

Iniciou sua trajetória como ator no grupo Laborarte, participando de diversos espetáculos e desenvolvendo sua linguagem cênica característica, marcada por uma fala teatralizada e exagerada, voltada ao universo lúdico. Posteriormente, fundou, ao lado dos artistas Gílson César, Sandra Cordeiro e Silvana Cartágenes, a Companhia Circense de Teatro e Bonecos, com a qual atuou em espetáculos que misturavam elementos do teatro, circo e manipulação de bonecos. Mais tarde, criou sua própria companhia, consolidando-se como um dos principais nomes do teatro de animação no estado. Com seus bonecos, Beto se apresentou em diversos palcos, inclusive na Europa, levando a cultura maranhense para além das fronteiras nacionais.
Parte de suas criações são bonecos gigantes, que criou para o teatro inspirado no Carnaval de Olinda, já que Beto era amante do folclore popular do Maranhão, o carnaval, o bumba-meu-boi, as lendas.
Entre seus projetos mais ambiciosos estava a criação do espetáculo "Um bibelô sobre o Atlântico", uma obra de caráter épico que buscava interpretar poeticamente a fundação da cidade de São Luís. O espetáculo, no entanto, não chegou a ser concretizado em virtude de sua morte precoce, aos 36 anos de idade.
Pouco antes de falecer, Beto expressou o desejo de que seu acervo de bonecos fosse doado ao público. Atendendo ao seu pedido, a família doou 101 bonecos ao Centro de Cultura Popular Domingos Vieira Filho, onde parte de sua obra permanece preservada e acessível ao público. Outra parte da sua coleção está no Museu Casa de Nhozinho (bonecos gigantescos e em tamanho natural), e 300 bonecos e 3 mil livros estão guardados na Companhia Beto Bittencourt. A maioria dos bonecos são de papel machê, espuma e isopor empapelado.

## Homenagens
- O anfiteatro do Centro de Criatividade Odylo Costa Filho, no Centro Histórico de São Luís, recebeu seu nome
- 1999 - Companhia Beto Bittencourt (SACBB), presidida por sua irmã, Joana Maria Bittencourt, mantém atividades culturais inspiradas por sua trajetória[1][8][9]
- ? - Exposição "Manaim", com 15 bonecos de Beto Bittencourt[4]
- 2006 - Exposição "Brincadeiras do Maranhão", com 58 bonecos de Beto Bittencourt e outros 4 artistas maranhenses[4]
- 2006 - Exposição "Boizinho de Brinquedo", que inclui um regueiro de Beto Bittencourt, que ficou inacabado com sua morte[4]
- 2010 - 2011 - A área de financiamento de Artes Cênicas do Edital Universal de Apoio à Cultura Maranhense foi dedicada a ele[3]